# Tennis op de Europese kampioenschappen parasporten 2023
Het rolstoeltennistoernooi op de Europese kampioenschappen parasporten 2023 werd van 8 tot en met 13 augustus gehouden in Rotterdam. Het toernooi omvatte zowel het enkelspel als het dubbelspel bij mannen, vrouwen en quads.
De winnaars van het mannenenkelspel en vrouwenenkelspel, Ruben Spaargaren en Diede de Groot, kwalificeerden zich voor de Paralympische Zomerspelen 2024 in Parijs.

## Medaillewinnaars
| Onderdeel         | Goud                                        | Zilver                                              | Brons                                           |
| ----------------- | ------------------------------------------- | --------------------------------------------------- | ----------------------------------------------- |
| Mannenenkelspel   | Nederland Ruben Spaargaren                  | Spanje Martín de la Puente                          | Nederland Maikel Scheffers                      |
| Vrouwenenkelspel  | Nederland Diede de Groot                    | Nederland Aniek van Koot                            | Verenigd Koninkrijk Lucy Shuker                 |
| Quad-enkelspel    | Nederland Niels Vink                        | Nederland Sam Schröder                              | Turkije Ahmet Kaplan                            |
| Mannendubbelspel  | Nederland Maikel Scheffers Ruben Spaargaren | Frankrijk Nicolas Charrier Geoffrey Jasiak          | Spanje Martín de la Puente Francisco Rus García |
| Vrouwendubbelspel | Nederland Diede de Groot Aniek van Koot     | Verenigd Koninkrijk Cornelia Oosthuizen Lucy Shuker | Duitsland Katharina Krüger Britta Wend          |
| Quad-dubbelspel   | Nederland Sam Schröder Niels Vink           | Turkije Uğur Altınel Ahmet Kaplan                   | Duitsland Marcus Laudan Maximilian Laudan       |